# Fiata Warehouse Receipt
Der FIATA Warehouse Receipt (FWR) ist ein vom Weltspediteurverband FIATA (Fédération Internationale des Associations de Transitaires et Assimilés; übersetzt: Internationale Föderation der Spediteurorganisationen) entwickelter Lagerschein, den der Spediteur in seiner Eigenschaft als Lagerhalter ausstellt. Es handelt sich um ein Standarddokument, das hauptsächlich für den internationalen Gebrauch bestimmt ist. Das FWR ist kein Orderlagerschein, kann aber für alle Lagergeschäfte verwendet werden. 
Der Herausgabeanspruch, die Übertragung des Eigentums und die Legitimation für den Empfang der Ware durch Vorlage des Lagerscheins mittels genauer Formulierungen, kann nur durch eine Abtretungserklärung des Einlagerers übertragen werden.
Im internationalen Handel wird das FWR als handelbares Dokument benutzt. Dieses ist leichter zu transportieren als die Ware selbst.